# Yuanfloden
Yuanjiang (沅江; pinyin: Yuánjiāng) eller Yuanshui (沅水; Yuánshuǐ), også kendt som Yuan Jiang, er en af de fire største floder i provinsen Hunan i Kina. Den løber ud i Dongtingsøen, og videre ud i Yangtzefloden. Den sejlbare flod er 864 km lang og har sit udspring i provinsen Guizhou i Miaobjergene nær Tu-yün. 
Bifloden Qingshui fra sydvest starter i den sydøstlige del af  provinsen Guizhou, og løber mod øst ind i Hunan hvor den skifter navn til Yuanjiang tæt på provinsbyen Hongjiang, hvor to bifloder, begge  ved navn Wu løber til, fra henholdsvis nordvest og sydøst. Qingshui-floden er reguleret med den store Sanbanxi-dæmning.
28°25′37″N 110°22′49″Ø / 28.4269°N 110.3803°Ø